# Raveniola vonwicki
Raveniola vonwicki là một loài nhện trong họ Nemesiidae.
Raveniola vonwicki được miêu tả năm 2000 bởi Zonstein.